# Ludwig August Schlüter
Ludwig August Schlüter (* 12. Juli 1797 in Rethem (Aller); † 29. November 1881 in Hannover) war ein deutscher Verwaltungsjurist.

## Leben
Ludwig August Schlüter war Sohn des Amtmanns Georg Friedrich Schlüter im Amt Rethem. Er nahm an den Befreiungskriegen teil und kämpfte in der Schlacht bei Waterloo. Schlüter studierte 1818 bis 1819 Rechtswissenschaften an der Universität Göttingen und wurde während seiner Studienzeit Mitglied des Corps Hannovera Göttingen. Nach Beendigung seiner Studien trat er in den Verwaltungsdienst des Königreichs Hannover ein und wurde 1825 Amtsassessor im Amt Knesebeck. Danach wurde er Amtmann, zunächst im Amt Artlenburg und 1837 im Amt Wilhelmsburg. Von 1846 bis 1866 war Ludwig Schlüter Oberamtmann im Amt Emden in Emden.
Er war ein Vetter des Amtmanns Friedrich Wilhelm Schlüter.

## Auszeichnungen
- Indigenat der Ostfriesischen Landschaft (1856)